# Over My Head (Better Off Dead)
Over My Head (Better Off Dead) è un singolo dei Sum 41, il terzo estratto dal loro secondo album Does This Look Infected?. Oltre alla canzone il CD contiene un video del backstage e la clip di un concerto.
Il video del brano è contenuto anche nel DVD Sake Bombs and Happy Endings.

## Il brano
Come riferito dal cantante della band, Deryck Whibley, la canzone parla di coloro che alla notte commettono reati, ed il mattino dopo non si ricordano di cosa hanno fatto.

## Formazione
- Deryck Whibley - voce, chitarra ritmica
- Dave Baksh - chitarra solista, voce secondaria
- Jason McCaslin - basso, voce secondaria
- Steve Jocz - batteria